# Fremrykket møde
Fremrykket møde er en dansk dokumentarfilm fra 1964, der er instrueret af Johan Jacobsen efter manuskript af Johannes Allen.

## Handling
Filmen viser, hvordan en uskyldig fodgænger bliver offer for fire tilfældige trafikanters hastværk med at nå frem til en stor sportsbegivenhed. Man følger de fire trafikanter - en bilist, en motorcyklist, en knallert og en cyklist - dagen igennem og sluttelig på de ruter, der fører dem sammen i det fremrykkede møde - færdselsulykken, hvor den uskyldige fodgænger køres ned.